# Александър Курляндски
Александър Ефимович Курляндски (на руски: Александр Ефимович Курляндский) е съветски писател, сценарист, драматург, сатирик, популярен детски писател.

## Биография и творчество
Роден е на 1 юли 1938 г. През 1961 г. завършва Московския инженерно-строителен институт „В. В. Куйбишев“. От 1964 г. е професионален литератор.
Курляндски е сред създателите на популярния анимационен сериал „Ну, погоди!“. Починал е на 21 Декември 2020 г. от онкологично заболяване.